# Pante Raya
Pante Raya is een bestuurslaag in het regentschap Bener Meriah van de provincie Atjeh, Indonesië. Pante Raya telt 1824 inwoners (volkstelling 2010).